# Ветешка, Вилиам
Ви́лиам Ве́тешка (словац. Viliam Veteška, 16 августа 1953, Пухов, Чехословакия — 21 апреля 2009, Банска-Бистрица, Словакия) — словацкий политик. Вилиам Ватешка был предпринимателем в области туризма и воздушного сообщения. С 2002 года депутат словацкого парламента от партии ĽS-HZDS. В 2004 году Вилиам Ватешка стал первым депутатом Европейского парламента от Словакии.

## Награды
- Орден Дружбы (2 августа 2007 года, Россия) — за большой вклад в развитие дружественных отношений между Россией и Словакией[1]